# 소련 공산당 제19차 대회
소련 공산당 제19차 대회(蘇聯共產黨第十九次代表大會, 러시아어: XIX съезд КПСС) 1952년 10월 5일부터 1952년 10월 14일까지 개최된 소련 공산당의 전당 대회이다.
이 당대회는 대조국전쟁 이후 최초로 개최된 전당대회었으며, 이오시프 스탈린이 참가한 마지막 당대회였다.
소련 공산당 제19차 대회 결과 서기장 직책이 폐지되었고, 옛 당명인 전연방 공산당(볼셰비키)(러시아어: Всесою́зная Коммунисти́ческая Па́ртия (большевико́в) ВКП(б))에서 새로운 당명인 소련 공산당(러시아어: Коммунисти́ческая па́ртия Сове́тского Сою́за, КПСС)으로 개칭하였다. 또한 소련 공산당 중앙위원회 정치국이 폐지되고, 평화공존론이 대두되었다.